# Girvan Yuddha
Girvana Juddha Shah (1797-1816) est un roi du royaume du Népal de la dynastie Shah, de 1799 à sa mort.
Fils de Rana Bahadur, il lui succède à l'âge d'un an et demi lorsque celui-ci abdique pour devenir un ascète. Il gouverne sous la régence de la reine Tripurasundari du Népal et du premier ministre Bhimsen Thapa. Il meurt à 19 ans et son jeune fils Rajendra Bir Bikram Shah Dev lui succède.
La guerre anglo-népalaise ou guerre de Gurkha (1814 - 1816) a lieu durant son règne.